# 수남학구당
수남학구당(水南學求堂)은 대한민국 전라남도 담양군 고서면에 있는 건축물이다. 1984년 2월 29일 전라남도의 문화재자료 제12호로 지정되었다.

## 개요
수남 학구당은 창평 학구당이라고도 불리며 유교 사회적 기풍을 진작시키기 위한 인재를 양성하던 곳이다. 이 당의 근원은 원래 고려말에 건립된 향적사(鄕績寺)라는 것이었으나, 조선이 건국되면서 척불정책(斥佛政策)에 의하여 폐사(幣寺)의 경지에 이르자 승려들이 모두 흩어지게 되었다.
이에 환학당(換學堂)이란 스님이 승려들을 다시 불러들여 강학하였으므로 후일 그의 제자들이 환학의 뜻을 받들어 학구당이라 이름하였다. 조선 선조 3년(1570)에는 창평에 살고 있는 25개 성씨가 숭고한 도의(道義)와 국가의 문무정책(文武政策)에 따라 학업을 연구하고 유교의 기풍을 간직하기 위하여 명칭을 서원이라 바꾸어 다시 중건하였으나, 광해군 11년(1619)에 또 다시 학구당이라 고쳐 불렀다.
그 후 수차례의 중건을 거듭하였고, 지금의 건물은 본당 4칸, 문루 2층 4칸이며 현재는 18개 성씨가 운영하고 있다.
이 당은 고려시대 불교진흥 정책에 따른 사원의 건립과 조선이 건국되면서 사회적 이념이 척불숭유 정책으로 바뀌게 되자 유교 사회적 기풍을 진작시키는 취지로 바뀌게 되는 등 지역민의 인재 양성이라는 측면에서 그 가치성이 있다고 할 수 있다.

## 참고 자료
- 수남학구당 - 국가유산청 국가유산포털